# Twentymile Creek (Lightning Creek)
Der Twentymile Creek ist ein etwa 100 km langer, rechter Nebenfluss des Lightning Creek im Osten des US-Bundesstaates Wyoming.

## Verlauf
Der Twentymile Creek entspringt in den westlichen Harney Hills im östlichen Converse County, etwa 10 km nordwestlich von Lost Springs auf einer Höhe von rund 1665 m. Von dort fließt er in nordöstliche Richtung durch die Great Plains, erreicht das Niobrara County und erhält mehrere kleinere Nebenflüsse. Der Fluss mäandriert für rund 100 km durch unbesiedeltes Gebiet, bevor er auf einer Höhe von 1257 m in den Lightning Creek mündet.

## Hydrologie
Der Twentymile Creek ist als Nebenfluss des Lightning Creek Teil des Einzugsgebietes des Lance Creek, der sich über Cheyenne River, Missouri und Mississippi in den Golf von Mexiko entwässert. Das Einzugsgebiet des Twentymile Creek grenzt an die Einzugsgebiete von Walker Creek im Westen, Lance Creek im Osten sowie Shawnee Creek im Süden.

## Belege
1. 1 2 3 4 5  Lightning Creek. In: Geographic Names Information System. United States Geological Survey, United States Department of the Interior (englisch).